# Вулканный
Вулка́нный — посёлок городского типа в Елизовском районе Камчатского края России. Образует Вулканное городское поселение.

## География
Расположен в 42 км северо-западнее Петропавловска-Камчатского.

## Транспорт
Через посёлок проходит автодорога Петропавловск-Камчатский — аэропорт — Вилючинск.

## История
Образован в 1955 году, как военный городок, первоначально носил название посёлок Мирный. С 10 марта 1969 году назывался Петропавловск-Камчатский-35. В 1992 году посёлку был присвоен статус ЗАТО.
С 4 апреля 1994 года носит название посёлок Вулканный.
С 1999 года ЗАТО было упразднено.

## Население
| 2002  | 2009  | 2010  | 2012  | 2013  | 2014  | 2015  |
| ----- | ----- | ----- | ----- | ----- | ----- | ----- |
| 1631  | ↘1601 | ↗1608 | ↗1622 | ↘1583 | ↘1512 | ↗1534 |
| 2016  | 2017  | 2018  | 2019  | 2020  | 2021  | 2023  |
| ↘1524 | ↗1529 | ↘1508 | ↘1481 | ↗1538 | ↘1329 | ↗1354 |

Большая часть населения — военнослужащие и члены их семей.

## Инфраструктура
19 жилых домов (около 600 квартир), 2 котельных, средняя школа , детская школа искусств, библиотека, клуб, медпункт, отделение связи (код 684036).
Одна из острых проблем посёлка — энергоснабжение. В настоящее время один из проектов предполагает обеспечить энергоснабжение посёлка (а впоследствии — и всего Елизовского района) за счёт геотермальных ресурсов Верхне-Паратунского месторождения .

## Вулканное городское поселение
Статус и границы городского поселения установлены Законом Камчатской области от 29 декабря 2004 года № 255 «Об установлении границ муниципальных образований, расположенных на территории Елизовского района Камчатской области, и о наделении их статусом муниципального района, городского, сельского поселения».

## Местное самоуправление
Глава Вулканного городского поселения — Владимир Вадимович Смолин (избран в 2005 году).